# Berryteuthis anonychus
Berryteuthis anonychus е вид главоного от семейство Gonatidae. Видът не е застрашен от изчезване.

## Разпространение
Разпространен е в Канада и САЩ (Аляска).